# 汉德埃克
汉德埃克（德語：Handeck；亦作）是一條位於瑞士古坦嫩的村落，鄰近蓋爾默湖。

## 地理
汉德埃克位於伯恩以東大約75公里，洛迦诺西北方約63公里。

## 文化
法國油畫家和雕塑家让-莱昂·热罗姆在1850年代曾旅行到此地並畫下一幅油畫，該作品「高山林境：汉德埃克，1850年代瑞士」（Alpine Landscape: The Handegg, Switzerland, 1850s）現收藏於克利夫蘭藝術博物館。